# Jörg Röglin

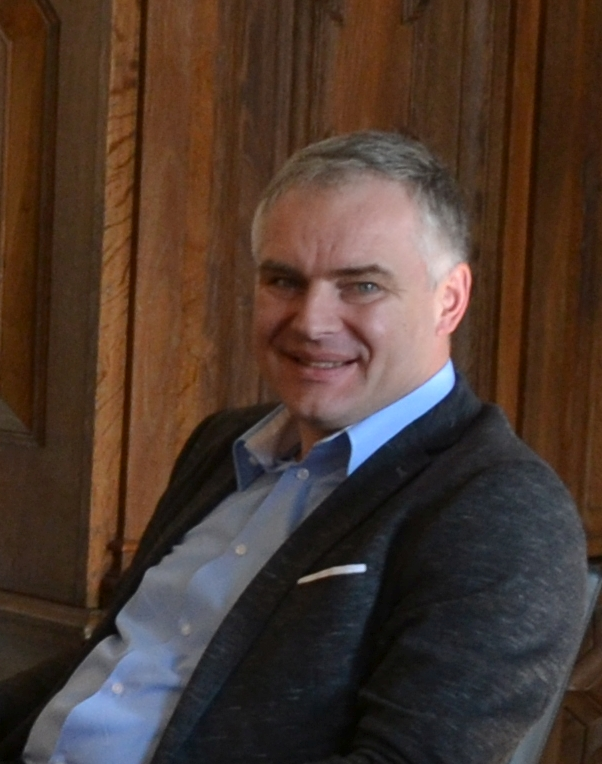
Oberbürgermeister Jörg Röglin

Jörg Röglin (* 1970 in Wurzen) ist ein deutscher Diplom-Ingenieur und Kommunalpolitiker (SPD, ehemals parteilos). Mit Ende der Wahlperiode im Sommer 2022 hat Röglin das Amt als Oberbürgermeister der Stadt Wurzen, das er seit 2008 innehatte, von sich aus aufgeben.

## Werdegang
Nach dem Abitur studierte Röglin 1990–1995 Informationstechnik an der Hochschule Mittweida und schloss das Studium als Diplom-Ingenieur ab. Es folgten Tätigkeiten als Administrator beim Ernst-Klett-Schulbuchverlag Leipzig (1995–1998) und als Planungsingenieur beim Mitteldeutschen Rundfunk (bis 2002). Anschließend war er bis 2008 Projektleiter der ECG Erdgas-Consult GmbH.

## Wurzen
Im Jahr 2008 gelang Röglin der hauptberufliche Einstieg in die Kommunalpolitik: Er wurde Nachfolger von Jürgen Schmidt – die Bürger Wurzens wählten ihn zum Oberbürgermeister der Stadt Wurzen. Am 7. Juni 2015 wurde Röglin bei der Oberbürgermeisterwahl im Amt bestätigt. Im August 2017 trat Röglin in die SPD ein.
Im Oktober 2021 erklärte Röglin öffentlich, dass er im Juni 2022 nicht erneut für das Amt des Oberbürgermeisters von Wurzen kandidieren werde („14 Jahre an der Spitze der Stadt sind genug“).

## Privat
Jörg Röglin ist geschieden und hat drei Kinder.